# Berliet PCK
Unter der Typenbezeichnung Berliet PCK wurde vom französischen Kraftfahrzeughersteller Berliet in Lyon ab der zweiten Hälfte der 1930er Jahre der erste Frontlenker-Omnibus des Hauses Berliet gebaut.

## Geschichte und Technik
Vom Berliet PCK gab es mehrere Varianten.

### Berliet PCK7
Er hatte einen wassergekühlten Vierzylinder-Dieselmotor des Typs MDB: Bohrung × Hub 120 × 160 mm, Hubraum 7238 cm³, steuerlich 19 CV, effektiv 70 PS bei 1700/min, bloßes Fahrgestell ohne Aufbauten 3950 oder 4150 kg, Radstand 4,775 oder 5,575 m, Gesamtlänge 8,575 oder 9,325 m. Die allgemeine Betriebserlaubnis wurde im Dezember 1936 erteilt. Bezüglich der übrigen technischen Daten wird auf die Info-Box verwiesen.
Vom PCK7 wurden in zwei Serien folgende Stückzahlen gebaut: 4 Stück 1936, 26 Stück 1937 und 29 Stück 1938, zusammen also 59 Stück.

### Berliet PCKB7
Er hatte gegenüber dem PCK7 den verbesserten Motor des Typs MDB3R: gleiche Zylindermaße, aber Leistung 80 statt 70 PS bei 1650/min, Fahrgestell ohne Aufbauten 4100 kg, Maximalgewicht 10.700 kg, Radstand 5,00 m, Länge 8,735 m, Breite 2,346 m. Die allgemeine Betriebserlaubnis wurde im Juli 1938 erteilt. Die Stückzahlen sind beim Berliet PCKBG mit aufgeführt.
Einige erbeutete oder requirierte Berliet PCK7 bzw. PCKB7 gelangten in den Bestand der Wehrmacht.

### Berliet PCKB21G
Der Berliet PCKB21G hatte einen wassergekühlten Sechszylinder-Holzgasmotor des Typs MKUG: Bohrung × Hub 110 × 140 mm, Hubraum 7983 cm³, steuerlich 21 CV, die bei 2000/min effektiv erreichte Höchstleistung wird in den Quellen nicht angegeben. Die Karosserie war wegen der zusätzlichen für die Holzvergasung erforderlichen Apparaturen (die im Heck des Fahrzeugs untergebracht waren) länger als das des PCKB, das Gewicht ohne Aufbauten lag bei 4500 kg, das Maximalgewicht betrug 10.700 kg, der Radstand 5,00 m, die Länge 8,975 m, die Breite 2,346 m. Statt eines Treibstofftanks führte das Fahrzeug 130 kg Holz mit, was für eine Strecke von 100 km ausreichte.
Von PCKB7 und PCKBG zusammen wurden 43 Stück 1938, 122 Stück 1939 und 15 Stück 1940, insgesamt also 180 Stück, gebaut.

### Berliet PCKB28
Er hatte einen wassergekühlten Vierzylinder-Ottomotor des Typs MPB: Bohrung × Hub 120 × 160 mm, Hubraum 7238 cm³, steuerlich 28 CV, effektiv 85 PS bei 1800/min, bloßes Fahrgestell ohne Aufbauten 3900 kg, Gesamtlänge 8,80 m. Die allgemeine Betriebserlaubnis wurde im Mai 1941 erteilt. Bezüglich der übrigen technischen Daten wird auf die Info-Box verwiesen.
Vom PCKB28 wurden 200 Stück 1941 gebaut.

### Berliet PCKB2G
Der Berliet PCKB2G entstand aufgrund der Treibstoffknappheit im Zweiten Weltkrieg. Er hatte einen wassergekühlten Vierzylinder-Holzgasmotor des Typs MPB2G: Bohrung × Hub 120 × 160 mm, Hubraum 7238 cm³, steuerlich 19 CV, effektiv 95 PS bei 2000/min. Das Gewicht ohne Aufbauten lag bei 4400 kg, das Maximalgewicht betrug 10.900 kg, der Radstand 5,00 m, die Länge 9,075 m, die Breite 2,346 m. Die allgemeine Betriebserlaubnis wurde im März 1941 erteilt. Von PCKB2G wurden 85 Stück 1940, 143 Stück 1941 und 32 Stück 1942, insgesamt also 260 Stück, gebaut.

### Berliet PCKB6G
Der Berliet PCKB6G hatte einen erheblich stärkeren Motor, da offenbar der Motor des PCKB2G sich im täglichen Gebrauch als zu schwach erwies. Er hatte einen wassergekühlten Sechszylinder-Holzgasmotor des Typs MPEG: Bohrung × Hub 120 × 160 mm, Hubraum 10.857 cm³, steuerlich 29 CV, effektiv 95 PS bei 1800/min. Das Gewicht ohne Aufbauten lag bei 4700 kg, das Maximalgewicht betrug 11.400 kg, der Radstand 5,00 m, die Länge 9,425 m, die Breite 2,346 m. Die allgemeine Betriebserlaubnis wurde im Mai 1941 erteilt. Zu einer Serienproduktion kam es infolge der weiteren Kriegsereignisse (Die Amerikaner besetzten im Oktober 1944 Lyon) nicht mehr.

### Originalquellen
Eine Publikation, in der alle vor 1945 gebauten Berliet-Typen individuell abgehandelt wären, gibt es nicht. Neben der unten erwähnten Literatur wurde auf folgende in der Fondation Berliet verwahrte Originalunterlagen zurückgegriffen:
- „Fiches des Mines“: Es handelt sich um die Unterlagen zur Erteilung einer allgemeinen Betriebserlaubnis, hierfür ist in Frankreich der „Inspecteur des mines“ sachlich zuständig. Diese Unterlagen sind chronologisch geordnet und nummeriert. Nicht zu jedem Typ bzw. Variante gibt es entsprechende Unterlagen, teils, weil sie wohl als Untervarianten eines Typs verstanden wurden, für den eine gesonderte Erlaubnis nicht erforderlich war, teils wohl, weil diese Unterlagen im Laufe der letzten 100 Jahre verlorengegangen sind. Bei Militärtypen gibt es Hinweise, dass eine Betriebserlaubnis direkt durch militärische Dienststellen erfolgte, was entsprechende „fiches des mines“ überflüssig machte. Die Quellenbezeichnung lautet: „Fiches No....“
- „Etat des véhicules utilitaires et autobus declares aux mines depuis 1920“, eine 15-seitige Zusammenstellung vom 1. Dezember 1941, enthält insbesondere die reservierten Chassisnummernbänder, die jedoch vielfach nicht vollständig ausgeschöpft wurden, einige Typen bzw. Varianten werden nicht erwähnt, Quellenbezeichnung lautet: „Etat S...“
- „Nombre de véhicules construits de 1930 à 1942“, siebenseitige Zusammenstellung der zwischen 1930 und 1942 gebauten Stückzahlen an Nutzfahrzeugen, erstellt wohl 1943, erste Seite teilweise irreparabel verderbt, teilweise werden mehrere Typen bzw. Varianten zusammengefasst, Quellenbezeichnung lautet: „Nombre S....“

### Sonstige Literatur
- Monique Chapelle: Berliet. 1. Auflage. EMCE, Saint-Chamond 2016, ISBN 978-2-35740-049-8.
- Christophe Puvilland: Berliet 1905–1978, toute la gamme omnibus, autocars, autobus et trolleybus. 1. Auflage. histoire&collections, Paris 2008, ISBN 978-2-35250-059-9.
- François Vauvillier: Tous les Berliet militaires 1914–1940, vol.1: les camions. histoire&collections, Paris 2019, ISBN 978-2-35250-496-2.